# Locomotiva kkStB 34
Le locomotive del gruppo kkStB 34 erano locomotive a vapore con tender per treni merci, di rodiggio 0-3-0 delle ferrovie statali imperial regie dell'Austria.

## Storia
Le locomotive provenivano dal parco rotabili della ferrovia Rudolfiana (KRB) e, nella versione a ruote più piccole, dalla Kaiserin Elisabeth-Bahn; Come era consuetudine ricevettero ciascuna un proprio nome di "battesimo". Dopo la nazionalizzazione delle ferrovie austriache vennero immatricolate come "kkStB 34" e numerate da 01 a 43. Le macchine erano state costruite dalle fabbriche di locomotive Sigl e Neustädter Lokomotivfabrik di Vienna, dalla Maffei di Monaco di Baviera e dalla Mödlinger Lokomotivfabrik  tra il 1868 e il 1873. Dopo la prima guerra mondiale seguirono la sorte di molti altri gruppi di locomotive venendo ripartite tra le ferrovie delle nazioni vincitrici; 18 unità passarono alle nuove ferrovie dello stato austriache (BBÖ), l'Italia ne ebbe assegnate 5 unità ma due di esse non vennero immatricolate nel gruppo 194 risultando poi in carico alle ferrovie serbo-croate assieme ad altre; le rimanenti vennero divise tra le ferrovie jugoslave (JDZ), cecoslovacche ČSD e della Polonia (PKP). La macchine delle BBÖ rimasero in servizio fino al 1929.